# Alternatieve geschiedenis

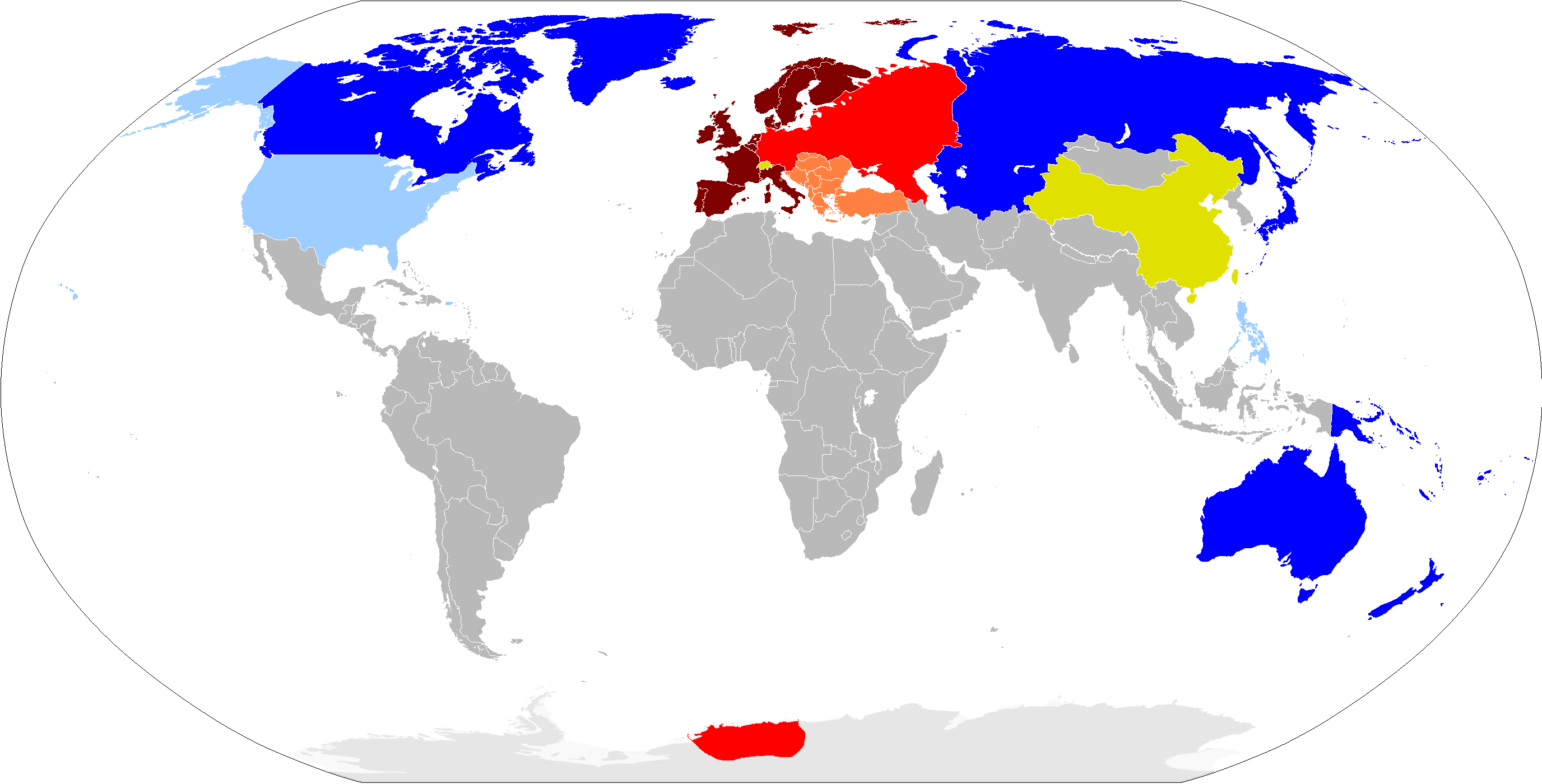
De wereld in 1964 zoals beschreven in de roman Fatherland van Robert Harris, waarin Adolf Hitler de Tweede Wereldoorlog heeft gewonnen

Alternatieve geschiedenis of alternatieve geschiedschrijving is een subgenre van speculatieve fictie (volgens sommigen van sciencefiction) dat zich afspeelt in een alternatieve wereld waarin de geschiedenis anders is verlopen dan de werkelijke geschiedenis zoals wij die in onze wereld kennen. Met name in Frankrijk worden alternatieve geschiedeniswerken uchronie genoemd. Dit neologisme is gebaseerd op de u uit het woord utopia (letterlijk vertaald uit Grieks als 'non-plaats' of onbestaande plaats) en het Griekse woord voor tijd, chronos. Een uchronie is dan 'non-tijd,' een tijd die niet bestaat.

## Omschrijving
De meeste verhalen in deze rubriek worden geplaatst in een feitelijke historische context, maar gaan over sociale, geopolitieke en industriële omstandigheden die zich anders of in een ander tempo hebben ontwikkeld dan in de wereld waarin wij leven. Hoewel in zekere mate alle fictie als alternatieve geschiedenis kan worden opgevat, bestaat dit genre uit fictie waarin een historische verandering ergens in het verleden heeft plaatsgevonden waardoor de verdere geschiedenis in het verhaal afwijkt van die van ons. Bekende voorbeelden van alternatieve geschiedenis zijn: hoe zou de wereld eruitzien als de nazi's de Tweede Wereldoorlog gewonnen hadden of wat als het Romeinse Rijk niet gevallen was.

## Elementen in de alternatieve geschiedschrijving
Er zijn bepaalde elementen die alle alternatieve geschiedenissen gemeenschappelijk hebben, of zij die geschiedenis nu op microniveau (persoonlijke alternatieve geschiedenissen) of op macroniveau (wereldveranderende gebeurtenissen) laten afspelen.
Deze elementen zijn onder andere:
- Een divergentiepunt: het moment in het verleden waar de verdere geschiedenis van de alternatieve wereld begon te verschillen met die van onze wereld
- Een historische verandering zodanig dat die de geschiedenis zou laten afwijken van de geschiedenis zoals wij hem kennen
- Uiteenzetting van de gevolgen van die verandering

Alternatieve geschiedenis hoeft echter niet:
- In het verleden plaats te vinden
- Het divergentiepunt zelf te tonen
- Wereldveranderende gebeurtenissen te bevatten
- Beroemdheden te bevatten

## Tegenfeitelijke geschiedschrijving en virtuele geschiedenis
Historici speculeren ook op deze manier. Dit type speculatie is beter bekend als "tegenfeitelijke geschiedschrijving" of "virtuele geschiedenis". Er is een aanzienlijk debat binnen de historische gemeenschap over de geldigheid en het doel van zulke speculatie.
Voor alternatieve geschiedenissen waarvan beweerd wordt dat ze meer feitelijk zijn dan speculatief, zie samenzweringstheorie en historisch revisionisme.

## Bekende alternatieve geschiedenis
Er zijn vele duizenden alternatieve geschiedenisverhalen en -romans gepubliceerd. Hier enkele voorbeelden:

### Boeken
- Another Now van Yanis Varoufakis. Hierin is een alternatieve samenleving toegankelijk via een portal.
- A Christmas Carol van Charles Dickens wordt door sommigen als een van de eerste alternatieve geschiedenisverhalen beschouwd. Hoe zou het verdere leven van Scrooge eruit hebben gezien als hij zich anders had opgesteld of op dezelfde voet was doorgegaan?
- The Guns of the South (1992, met op de cover een afbeelding van generaal Lee met een AK-47 in zijn handen) door Harry Turtledove is een mix van sciencefiction en alternatieve historie: mannen met een Zuid-Afrikaans accent voorzien het Zuiden van moderne wapens in de Amerikaanse Burgeroorlog.
- Fatherland (1992), een thriller van Robert Harris die speelt in 1964 in een wereld waarin Hitler de Tweede Wereldoorlog gewonnen heeft.
- Making History (1996, geschreven door de Britse acteur, komiek en schrijver Stephen Fry) vindt plaats in een parallelle wereld waarin Adolf Hitler nooit geboren werd.
- How Few Remain (1997 door Harry Turtledove) verkent wat er gebeurd had kunnen zijn als de orders van generaal Lee niet voor de Slag bij Antietam in handen van zijn tegenstander George McClellan zouden zijn gevallen: het Zuiden wint de Amerikaanse Burgeroorlog ...
- The Years of Rice and Salt (2002, K.S. Robinson) beschrijft een wereld waarin de Europese cultuur door een veel dodelijker versie van de pest is uitgeroeid, en de niet-Europese en niet-christelijke culturen de wereld domineren.
- in 22-11-1963 van Stephen King reist een man terug in de tijd om de moord op John F. Kennedy te voorkomen.
- in Buren? Een alternatieve geschiedenis van Nederland en Buren? Een alternatieve geschiedenis van Duitsland (Thomas von der Dunk, 2005) wordt beschreven hoe Nederland in de 16e eeuw een groot deel van Duitsland verovert, dan wel hoe Nederland in diezelfde periode onderdeel wordt van een groter Duitsland.
- De boekenreeks Chung Kuo (1989-1999) van David Wingrove handelt over een aarde waarin de Chinese cultuur de dominante is geworden, en waar de gevestigde orde massaal de geschiedenis heeft vervalst door te stellen dat de Chinezen het Romeinse Rijk ten val hebben gebracht. Alhoewel de reeks in de eerste plaats enkel over de toekomst handelt, heeft Wingrove in zijn herwerkte versie (2011-) een prequel toegevoegd waardoor het werk wel degelijk als alternatieve geschiedschrijving telt.
- De boekenreeks over Het Galactisch Bestel van Julian May handelt over een wereld die opgenomen is in een soort galactische tegenhanger van de Verenigde Naties. Mensen met paranormale gaven hebben zichzelf in de openbaarheid geplaatst en vervullen de rol van ambassadeurs.
- De Laatste Dagen Van Amerika van Brendan DuBois gaat over de restanten van de Verenigde Staten na een nucleaire aanval door terroristen.

### Strips
- Zowel de strips van Marvel Comics als die van DC Comics spelen zich af in een multiversum, waarin de andere universa alternatieve versies van alle personages bevatten.
- In de strip V for Vendetta heeft het Verenigd Koninkrijk eind jaren 80 ternauwernood een kernoorlog overleefd, waarna fascisten er met geweld de macht gegrepen hebben.
- In de strip Watchmen zijn gemaskerde wrekers een dagelijkse realiteit geworden; tevens hebben de VS de Vietnamoorlog gewonnen en is Nixon vijf termijnen lang president.

### Film
- In de film V for Vendetta uit 2005 heerst een fascistische partij over Groot-Brittannië.
- In 1994 was er de film Fatherland over de overwinning van Adolf Hitler. Deze film speelt zich af in 1964.
- Enkele films met alternatieve geschiedenissen gaan over personen, en niet over historische gebeurtenissen: It's a Wonderful Life van Frank Capra, en recenter Mr. Nobody, Blind Chance, Sliding Doors, Lola rennt, Me Myself I, The Butterfly Effect en Groundhog Day.

### Televisie
- In de sciencefictiontelevisieserie Sliders maken de figuren alternatieve geschiedenissen mee via de door wetenschap geïnspireerde kwantumnavigatie in een multiversum. De alternatieve Amerika's die in de meeste afleveringen worden getoond zijn enge dystopiën, hoewel dit aan het begin van een aflevering niet altijd duidelijk is.
- In de mockumentary Der 3. Weltkrieg (de) wordt er een staatsgreep tegen Gorbatsjov gepleegd door de Sovjet-politicus Sosjkin. Binnen een jaar leidde dat tot de Derde Wereldoorlog en totale vernietiging.
- In de aflevering Treehouse Of Horror V van The Simpsons heeft Homer per ongeluk een tijdmachine gebouwd met een broodrooster. Door kleine zaken in het verleden te veranderen, zoals het doodslaan van een mug, wordt herhaaldelijk de geschiedenis veranderd en komt hij o.a. terecht in een Amerika waarin Ned Flanders de onbetwiste heerser van de wereld is.

### Spellen
De alternatieve geschiedenis bieden eindeloze mogelijkheden voor het genre van rollenspellen. Veel spellen gebruiken een alternatieve geschiedenis als achtergrond voor hun campagnes. In het bijzonder:
- Deadlands speelt in 1876-77 waarin de Amerikaanse Burgeroorlog nog altijd niet beëindigd is, en mengt daar ook sciencefiction en magie bij.
- GURPS (Generic Universal Role Playing System) gebruikt een omgeving met verschillende alternatieve geschiedenissen.
- Command & Conquer: Red Alert opent met een scène waarin Albert Einstein door middel van een tijdmachine Hitler uit de weg ruimt om de tweede wereldoorlog te voorkomen, maar wat leidt tot een andere grote oorlog tussen de Europese landen en de Sovjet-Unie.
- Fallout heeft vooral in het eerste spel een alternatieve geschiedenis. Dit speelt zich af in de jaren 50 van de 20e eeuw, waar inmiddels al een kernoorlog is uitgebroken, en loopt door tot 2077. De latere spellen spelen zich alleen af in de toekomst, deel twee speelt zich af in 2241, deel drie is weer 200 jaar daarna, en Fallout: New Vegas, een spin-off van de officiële serie, speelt zich af in 2281.
- Wolfenstein: The New Order speelt zich af in een 1960, binnen een alternatieve geschiedenis waar Nazi-Duitsland de Tweede Wereldoorlog won.
- The Order: 1886 speelt zich af in Londen (1886), waar een ridderorde de wereld behoed.

### Online
In de online alternatieve geschiedschrijving wordt de tijdlijn meestal afgekort tot ATL (Alternatieve TijdLijn) als tegenhanger van de OTL (Onze TijdLijn) die verwijst naar de werkelijke geschiedenis.
- Ill Bethisad is een doorlopend samenwerkingsproject met momenteel ongeveer 45 deelnemers telt, oorspronkelijk opgestart door de Nieuw-Zeelander Andrew Smith.